# De Cock en de treurende kater
De Cock en de treurende kater is het zevende deel van de detectivereeks De Cock van de Nederlandse auteur Appie Baantjer waarin rechercheurs Jurriaan 'Jurre' de Cock en Dick Vledder de moord oplossen op een doodgestoken Amsterdamse crimineel en is gesitueerd in het Amsterdamse penoze/bende milieu van de jaren zestig.

## Verhaal
Er is een Amsterdammer vermoord, Peter van Geffel alias sluwe Pietje. Hij is met een ponjaard in zijn rug gevonden in de duinen van Noordwijk. De gemeentepolitie ziet weinig aanwijzingen en zet uit gemakzucht de gegevens op de politietelex. Aan het bureau Warmoesstraat loopt de telexist, de oom van het slachtoffer, Guus van Schaick, meteen naar de recherchekamer, waar De Cock en Vledder aanwezig zijn. Terwijl De Cock zijn licht opsteekt bij Smalle Lowietje, wordt hij via Dick Vledder door commissaris Buitendam onmiddellijk terug ontboden. Er is zojuist op klaarlichte dag 2,5 miljoen gulden gestolen van een geldtransport van de firma Van der Bent&Goossens. Buitendam zet De Cock op deze kolossale geldroof, maar De Cock sputtert tegen. Hij wil liever wat speuren naar de moordenaar van sluwe Pietje. En als hij die toevallig tegen mocht komen vraagt hij zich hardop af wat te doen. De commissaris ontploft en gilt: "Eruit".
Met frisse tegenzin begint De Cock aan de routineklus. Maar zijn stemming verbetert als hij enig verband kan leggen via opmerkingen van Smalle Lowietje tussen de moord en de geldroof. Vledder maakt melding van een blauwe Simca 1500 als vluchtauto met drie rovers. Een toevallig surveillerende agent Van Beveren heeft zijn pistool nog getrokken, hij miste de linkerachterband, maar raakte wel de kofferbak. Wellicht zijn er nog gewonden gevallen in de vluchtauto. Uit onderzoek van Vledder blijkt dat de firma al twintig jaar foutloos geldtransporten verzorgt, maar die zijn meestal rond de half miljoen gulden.
Directeur Van der Bent van de beroofde firma neemt de twee rechercheurs in zijn Bentley mee naar zijn woonhuis aan de Amstel. Ze maken kennis met een zwarte kater maar krijgen de aangekondigde vrouw des huizes niet te zien. Vledder komt erachter dat er een blauwe Simca is gestolen bij een topfunctionaris van de firma, Van den Bergen te Haarlem. De Cock en Vledder richten zich tot toenemende woede van de commissaris steeds meer op personen binnen het bedrijf en betrekken bovendien de moord in Noordwijk bij hun onderzoek naar de geldroof.
Moeder Van Geffel vertelt spontaan dat haar zoon juist wilde trouwen met Florentine La Croix, roepnaam Flossie, een meisje van gegoede stand. Laatstgenoemde biecht bij de Cock op dat ze Peter had bevolen de firma in te lichten over de ophanden zijnde overval. Maar de namen van de overvallers kent ze zelf niet. Ze gaat werken bij de beroofde firma, om meer aan de weet te komen. De Cock constateert bij een huisbezoek dat ook zij een zwarte kater huisvest. Vledder komt via een onderzoek in de Koepelgevangenis te Haarlem via een celmaat van het slachtoffer aan het adres van een verdachte opslagplaats in de Boerensteeg. De Cock verschaft zich toegang en het blijkt de tijdelijke vluchtplaats te zijn geweest van de vluchtauto. Vledder vindt er de nummerplaten en De Cock een whiskyfles van Smalle Lowietje. Er wordt ook veel bloed in een bed gevonden. En ze overlopen aldaar mevrouw Van Doornenbosch, die zegt haar man, de secretaris van de firma, te zoeken. De Cock krijgt op het bureau anoniem een briefje toegespeeld dat haar man met twee tickets naar Houston het land via Schiphol zou willen verlaten. Maar de gewaarschuwde douane ziet hem niet verschijnen. Op de begrafenis geeft Smalle Lowietje toe de overvallers de afgelopen dagen te hebben verzorgd. En Flossie is erachter gekomen dat de secretaris van de firma het aanlegde met de vrouw van de directeur.
Opperwachtmeester Windt van de rijkspolitie vindt in Abcoude bij een oude molen de gezochte Simca. De Cock en Vledder rijden erheen en zijn er getuige van dat hun collega bij toeval in de kofferbak 625.000 gulden en daarbovenop het lijk van secretaris Charles van Doornenbosch vindt met kattenharen en twee schotwonden. Als de weduwe zich op het bureau meldt vraagt De Cock of zij ook een kat heeft? De vrouw valt ter plekke flauw.
Flossie is erachter gekomen dat de nu gedode secretaris Peter heeft vermoord. Bandensporen bij de molen te Abcoude wijzen echter naar een Bentley. In de garage van de directeur nemen ze een moddermonster en binnen confronteren ze het echtpaar met het lijk bij de molen. Gezamenlijk beweren ze echter dat de Simca met het lijk anoniem bij hen thuis is bezorgd en dat ze vervolgens met Simca en Bentley naar Abcoude zijn gereden. Uit wanhoop laat de Cock Vledder om 1 uur ’s nachts Smalle Lowietje als lokaas arresteren. Ene Thijs Klarenbeek komt zich inderdaad op het bureau melden en bekent zowel de moord als de overval. De Cock en Vledder gaan bijpraten met zijn oudere zus, de weduwe Doornenbosch, maar zij schiet Vledder neer.
In het ziekenhuis wordt Vledder, die aan zijn schouder is verwond, bijgepraat door de Cock. De droom van Charles Doornenbosch was een onbekommerd bestaan in Zuid-Amerika met mevrouw van der Bent. Charles betrok zijn zwagers, Thijs en Wout Klarenbreek en zijn echtgenote als chauffeur bij de overval. De eerste poging mislukt knullig omdat Wout met een gestolen Simca verongelukt en in de gevangenis te Haarlem belandt. Daar leert hij sluwe Pietje kennen. Als Flossie laatstgenoemde dwingt het bedrijf in te lichten, tekent hij zijn doodvonnis omdat hij Charles Doornenbosch aan de telefoon krijgt. Charles gebruikt een erfstuk van zijn vrouw, een ponjaard, als moordwapen. Zijn jaloerse echtgenote dumpt op haar beurt het lijk van haar man op de stoep bij haar rivale, met wie hij naar Zuid-Amerika wilde vliegen. De rest van het geld is bij de weduwe gevonden, maar niet in de garage. Vledder vindt dat vreemd omdat hij werd neergeschoten toen hij opdracht kreeg de garage te onderzoeken. De Cock legt uit dat in de garage een treurende kater aanwezig was, die bedroefd was vanwege de dood van Charles Doornenbosch. Zwarte kattenharen op het slachtoffer van een dier dat als enige treurde om de dood van zijn baas.

## Voetnoot
1. ↑  roepnaam ‘Flossie’